# リム川

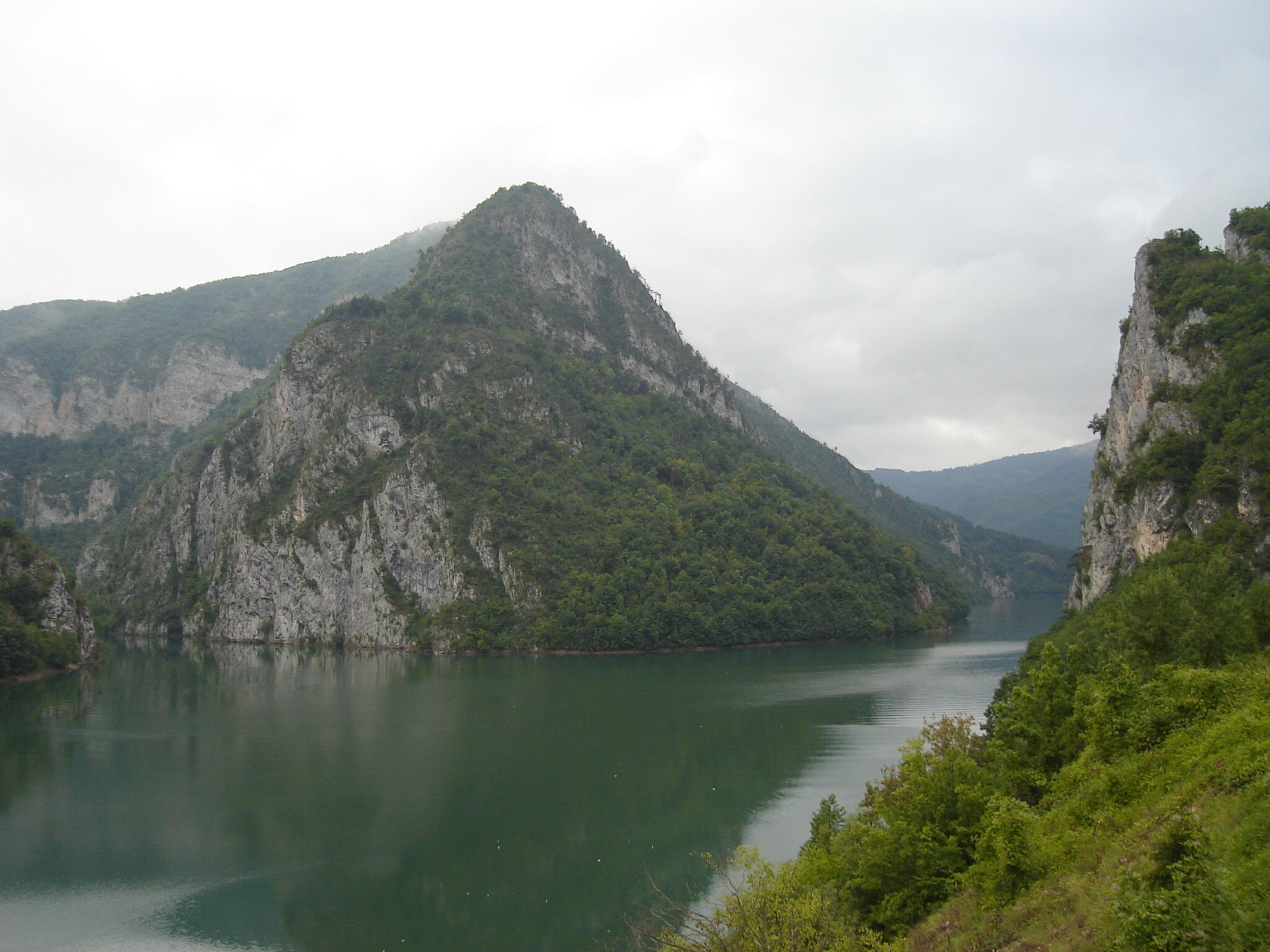
リム川の河口

リム川（リムがわ、モンテネグロ語／セルビア語：Лим）は、モンテネグロ、アルバニア、セルビアとボスニア・ヘルツェゴビナの国境における河川である。ドリナ川の支流として、リム川は長さが220キロで、支流の中で最も長い。

## 注脚
1. ↑  セルビア共和国